# Conferenza Italiana sul Software Libero
La Conferenza italiana sul software libero è una manifestazione annuale itinerante che ha l'obiettivo primario di fare il punto sullo stato dell'arte del software libero in Italia. La conferenza fu ideata nel 2006 da Vincenzo F. Bruno insieme a Umit Uygur. L'idea fu proposta ad ILS e FSFE durante la South Tyrol Free Software Conference del 2006  al fine di coinvolgere il più possibile la comunità italiana del Software Libero.

## Edizione 2007 - Cosenza
La manifestazione è nata nel 2007 per iniziativa dell'hacklab di Cosenza e si è svolta nei giorni 11, 12 e 13 maggio 2007. Oltre che dall'Hacklab di Cosenza, l'edizione del 2007 è stata organizzata dalla Free Software Foundation Europe, con la collaborazione dell'Università della Calabria, Italian Linux Society e di OMEGA (Giovani Dottori in Materie Economiche e Giuridiche) .
Chair della Conferenza è stato Renzo Davoli, chairs del comitato Organizzatore sono stati Vincenzo F. Bruno e Umit Uygur.
In concomitanza con la prima edizione si sono svolte le iniziative Open Curriculum, IRC Open Source ed il meeting Free Software Foundation Europe.

## Edizione 2008 - Trento
L'edizione 2008 si è tenuta a Trento il 16, 17 e 18 maggio 2008 organizzata dall'Università degli Studi di Trento e dal Linux User Group LinuxTrent Oltrefersina. Sono state previste sessioni tematiche ed eventi paralleli a carattere sia accademico che divulgativo, coinvolgendo imprese, enti pubblici, università ed enti di ricerca, sviluppatori, ricercatori, cittadini, operatori del settore, ed appassionati, per conoscersi e avviare collaborazioni e progetti. Sono state anche riproposte le iniziative Open Curriculum ed Open Source (era IRC Open Source).
Anche nel 2008 Chair della Conferenza è stato Renzo Davoli.
In aggiunta alle passate edizioni, il giorno 18 maggio 2008 si è svolto un Mapping party, evento durante il quale gli OpenStreetMappers mappano quanto più possibile di un luogo alimentando i dati del progetto OpenStreetMap.

## Edizione 2009 - Bologna
L'edizione 2009 si è svolta a Bologna il 12 e 13 giugno 2009, presso i dipartimenti di Matematica e di Scienze dell'Informazione dell'Università di Bologna.
Chair di questa edizione è stato Vincenzo D'Andrea , docente dell'Università di Trento.

## Edizione 2010 - Cagliari
L'edizione 2010 si è svolta a Cagliari l'11 e 12 giugno, presso la Facoltà di Ingegneria dell'Università di Cagliari. Questa edizione ha visto molti eventi co-locati:
- EEN Brokerage event
- Mercato elettronico della pubblica amministrazione
- Mostra & Dimostra
- Software libero e pubblica amministrazione
- Un ecosistema sostenibile
- Jug Sardegna Meeting
- PostgreSQL un db open source

Chair della Conferenza è stato Vincenzo F. Bruno, presidente dell'Hacklab Cosenza, chair del comitato Organizzatore è stato Giulio Concas.

## Edizione 2011 - Milano
L'edizione 2011 si è tenuta a Milano il 23 e 24 giugno presso il Politecnico, sotto la direzione Scientifica di Flavia Marzano e organizzativa di Cristina Rossi Lamastra.

## Edizione 2012 - Ancona
L'edizione 2012 si è tenuta ad Ancona il 22 e 23 giugno presso la Università Politecnica delle Marche, sotto la direzione Scientifica di Aldo Franco Dragoni e Luca Spalazzi, del Dipartimento di Ingegneria dell'Informazione, Univ. Politecnica delle Marche,  e organizzativa di Luca Ferroni, il Dipartimento di Ingegneria dell'Informazione e dell'Associazione dottorandi e dottori di ricerca italiani (ADI) Ancona.
Il 21 giugno 2012 si è tenuto l'evento co-locato "Aspettando la ConfSL", impostata come test assembleare: assemblea 0 del movimento del Software Libero in Italia.

## Edizione 2013 - Como
L'edizione 2013 si sarebbe dovuta tenere a Como il 20 e 21 giugno 2013, presso l'Università degli Studi dell'Insubria, sotto la direzione scientifica di Davide Taibi e organizzativa di Valentina Lenarduzzi e Davide Tosi in collaborazione con Open Soft Engineering ed il LUG Como.
Nell'ottobre 2012 è stata pubblicata la nuova call for papers.
L'edizione è stata annullata dagli organizzatori locali per mancanza di un numero sufficiente di contributi scientifici.

## Edizione 2015 - Ivrea
L'edizione 2015 si è tenuta ad Ivrea il 26 e 27 giugno 2015 presso l'Accademia dell'hardware e del software libero “Adriano Olivetti” Onlus , sotto la direzione organizzativa di Ugo Avalle. L'intervento di apertura è stato tenuto da Angelo Raffaele Meo. Il giorno 27 ha visto la partecipazione di Richard Stallman con un discorso intitolato "A Free Digital Society" 

## Edizione 2016 - Palermo
L'edizione 2016 si è tenuta a Palermo il 24, 25 e 26 giugno 2016 presso l'Università di Palermo, organizzata all'associazione Sputnix all'aula Magna della Scuola Politecnica (ex Facoltà di Ingegneria) ed aule satellite.
Presidente del comitato scientifico Alessandro Rubini, Presidente di SputniX, Vincenzo Virgilio organizzatore del Linux Day Palermo.
Per questa edizione sono state proposte le seguenti sessioni parallele:
- Industry
- Stati Generali dell'Innovazione (FOIA, Open Data, Sw libero nella PA)
- GnuHealth.It
- oPen Cyber Security
- Economia Solidale Libera (Piattaforme ed esperienze di promozione e tutela del territorio locale dal punto di vista economico, sociale ed ambientale. Economia solidale, recupero hardware, alfabetizzazione digitale.)
- Dossier Scuola Libera
- Digital Freedom Championship
- LibreItalia
- Mozilla Italia
- Lasciate perdere Windows
- ADI Free Software for Scientific Research